# Linschoten (dorp)

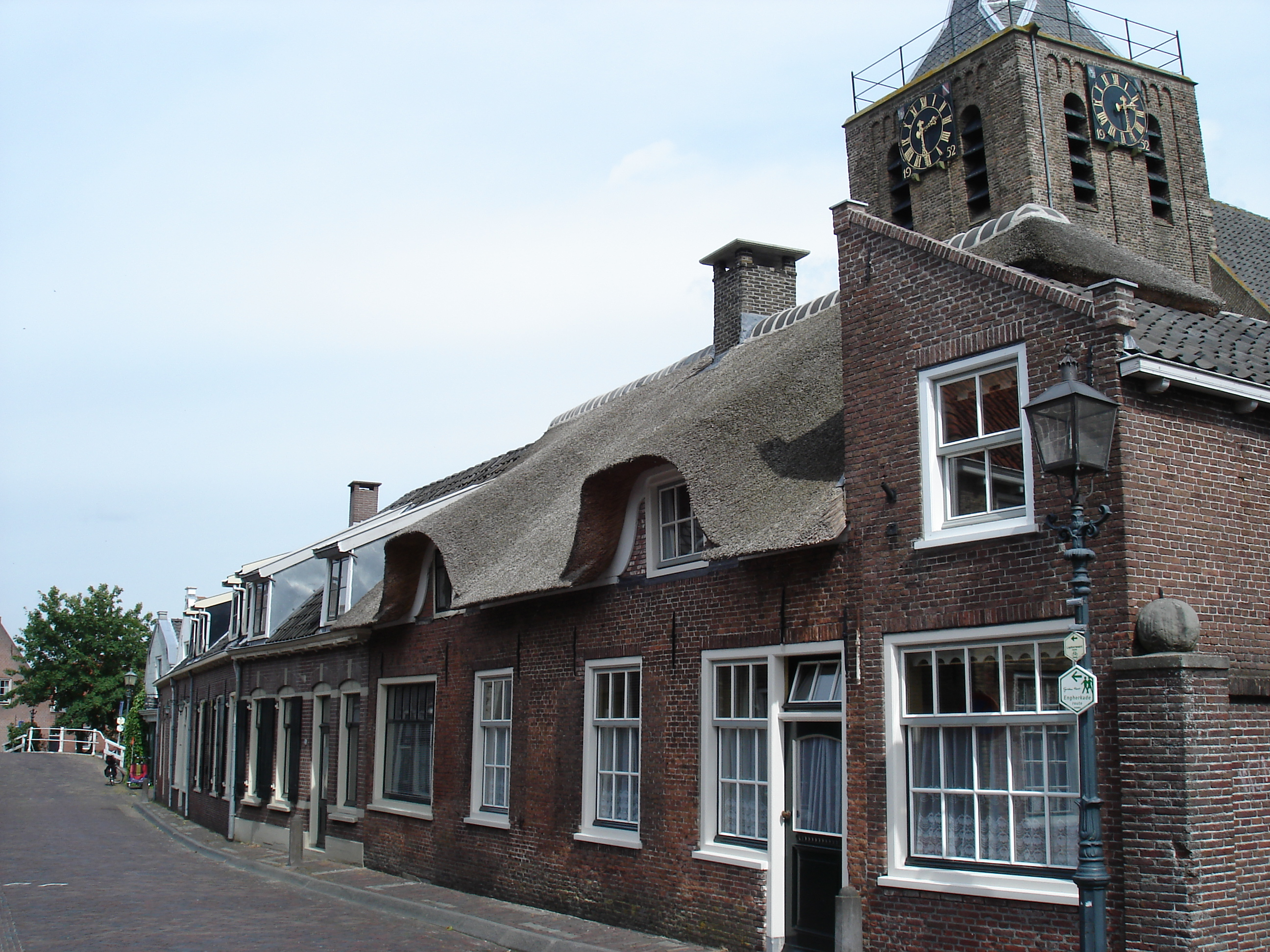
Dorpstraat

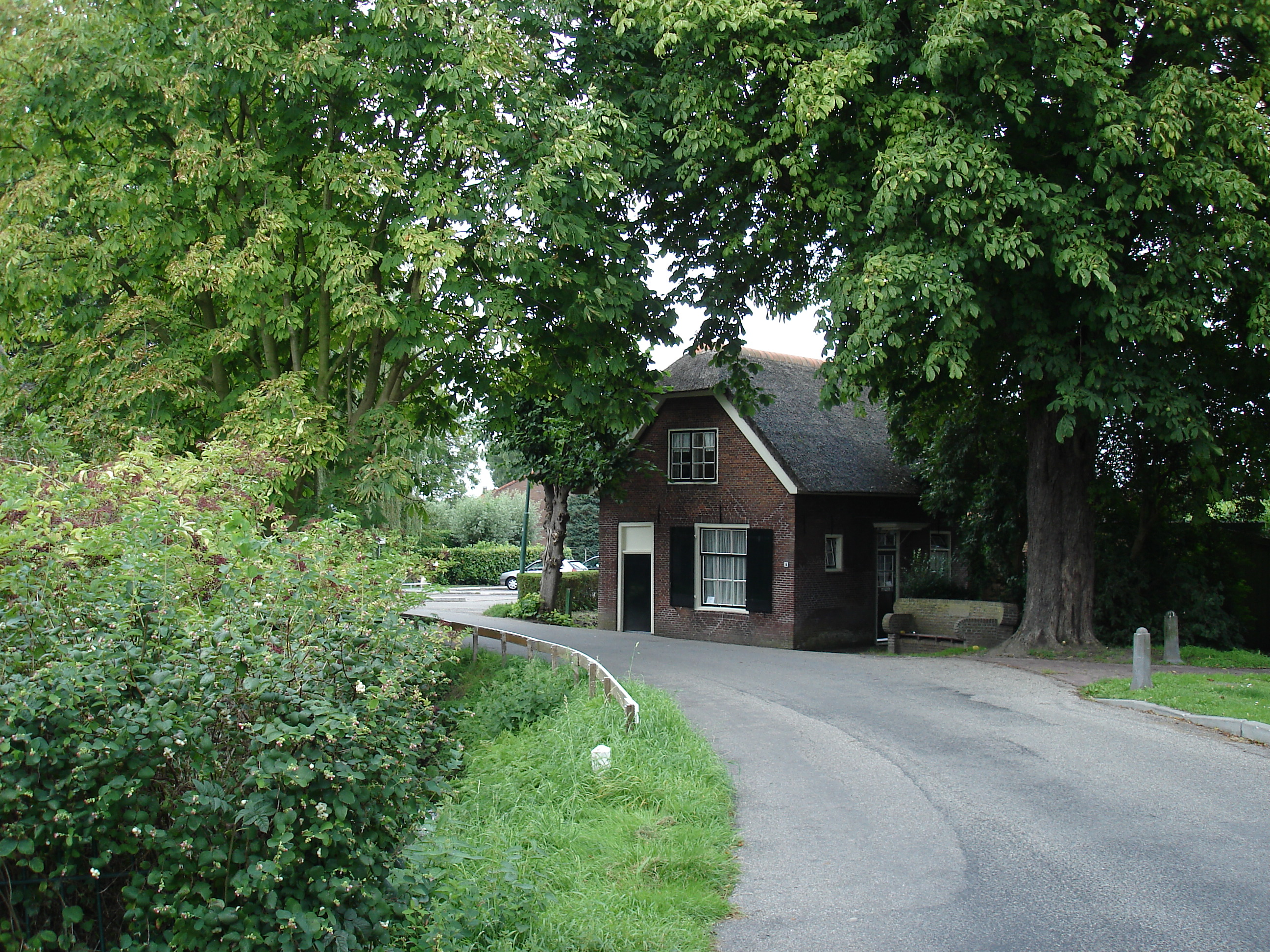
Nieuwe Zandweg

Linschoten is een dorp dat onderdeel is van de gemeente Montfoort in de Nederlandse provincie Utrecht. Linschoten is gelegen aan de N204 tussen Woerden en Montfoort. In het dorp gaat het riviertje de Lange Linschoten over in de Korte Linschoten.

## Geschiedenis
Linschoten wordt voor het eerst genoemd in 1172 als Lindescote, een samenvoegsel van Linde (de naam van een riviertje) en scote (een stuk land dat uitkomt boven het laagland). Hoewel er in 1270 pas voor het eerst een vermelding is van een versterkt Huis te Linschoten, was dit er waarschijnlijk ook al in 1172.
In 2024 werd langs de Korte Linschoten een zwaard uit de 11e eeuw gevonden, het zwaard van Linschoten.
Het dorp Linschoten vormde het middelpunt van een heerlijkheid die door het Kapittel van Oudmunster in Utrecht in pacht werd uitgegeven, totdat het kapittel de heerlijkheid in 1633 aan Johan Strick verkocht. Het grondgebied van deze heerlijkheid besloeg het dorp Linschoten, de polder Rapijnen, de Hoge en de Lage Polder van Linschoten, de polders IJsselveld en Mastwijk. Tussen 1661 en 1672 was de raadpensionaris Johan de Witt heer van Zuid- en Noord-Linschoten.
In de Franse tijd (1 januari 1812) ontstond de gemeente Linschoten uit samenvoeging van tien voormalige heerlijkheden, waarvan de belangrijke in het bezit van de familie Strick van Linschoten waren.
- Linschoten en Mastwijk
- Cattenbroek en de Uiterdijken van Mastwijk
- Schagen en den Engh
- Polanen
- Wulverhorst
- Kromwijk en Linschoter Haar
- Vlooswijk en Vlooswijk in Kromwijk
- Heeswijk
- Achthoven
- Snelrewaard
- Lange Linschoten

Van 19 september 1814 tot 1 april 1817 bestond de bijzondere situatie dat de gemeente in twee provincies lag. Het grootste deel lag in Utrecht, maar Snelrewaard met Lange Linschoten in Zuid-Holland. Op 1 januari 1817 werd Snelrewaard (met Lange Linschoten) weer afgescheiden en op 1 januari 1818 werden Wulverhorst (met Linschoter Haar en Vlooswijk-Kromwijk) en Achthoven (met Heeswijk) weer zelfstandig. Op 8 september 1857 werden Achthoven, Linschoten en Wulverhorst echter weer samengevoegd tot één gemeente. Op 1 januari 1989 werden Linschoten, Willeskop en Montfoort samengevoegd tot de gemeente Montfoort.

## Bezienswaardigheden
- Nieuwe Zandweg 21, een begraafplaats uit 1873.
- Landgoed Linschoten;
- Het Linschoterbos;
- St. Janskerk, waarvan de toren scheef staat door verzakkingen;
- Theater De Wildeman.

## Monumenten
Een deel van Linschoten is een beschermd dorpsgezicht. Verder zijn er in het dorp tientallen rijksmonumenten, zie hiervoor de lijst van rijksmonumenten in Linschoten.

## Inwoners
Linschoten heeft bijna 4000 inwoners. Een schimpnaam voor de inwoners is ballensnoepers.

### Bekende inwoners
- Pieter Gouderjaan (5 maart 1935 - 17 januari 2015), musicus
- Mat Herben (15 juli 1952), politicus die in 1993 de lokale partij Leefbaar Linschoten oprichtte
- Peter Weening (30 mei 1955), muziekprogrammeur van poppodium Vera, geboren te Linschoten
- Rigard van Klooster (6 april 1989), schaatser en wielrenner
- Aart Stigter (5 september 1956), langeafstandsloper
- Paul Strick van Linschoten (21 februari 1769 - 25 juli 1819), politicus